# 18116 Прато
18116 Прато (18116 Prato) — астероїд головного поясу, відкритий 5 липня 2000 року.
Тіссеранів параметр щодо Юпітера — 3,584.